# Dustin Ackley
Dustin Michael Ackley, ameriški bejzbolist, * 26. februar 1988, Winston-Salem, Severna Karolina, ZDA.
Ackley je poklicni igralec druge baze in je trenutno član ekipe New York Yankees. Bil je 2. izbor na naboru MLB leta 2009 in se ekipi Seattle Mariners po preselitvi na drugo bazo pridružil 17. junija 2011.

## Srednješolska kariera
Ackley je najprej obiskoval srednjo šolo v mestu North Forsyth. Pri tamkajšnji ekipi je metal in igral na položaju tretje baze. Nato je prešel na srednjo šolo South Stokes High School, kjer je v svojem 4. letniku za svojo igro v predsezoni in končnici prejel nagrado Louisville Slugger kot eden najboljših v ZDA. V svojem 3. letniku je prejel priznanje Igralec leta svoje konference. Svoji srednji šoli je pomagal do naslova zvezne države v letih 2003 in 2004.
Prav tako je bil odličen pri ocenah in bil na t. i. A Honor Roll (Seznamu najboljših).

## Univerzitetna kariera
Ackley je obiskoval Univerzo Severne Karoline v Chapel Hillu. V letu 2007 je zaključil sezono, ki je bila ena najboljših v napadalnem smislu v zgodovini univerze. Postavil je rekorde univerze in vodil svojo državo z 119 udarci v polje v 73 tekmah in skupno 296 odbijalskih nastopih. Vseh 73 tekem je odigral v začetni postavi, od tega 65 na položaju prve baze. Z odbijalskim povprečjem 0,402 je postal šele 5. v zgodovini bejzbolskega programa univerza, katerega odbijalsko povprečje v eni sezoni je presegalo 0,400. Z 74 lastnimi teki je postavil rekord univerze za novince. 
Bil je imenovan za najboljšega novinca leta in bil zelo visoko cenjen v poročilih ocenjevalcev Baseball America, Collegiate Baseball in Rivals.com. Prejel je nagrado S.H. Basnight kot najkoristnejši nemetalec ekipe. Skupaj z ekipo je prišel do zadnjega kroga Univerzitetne Svetovne serije, kjer pa so izgubili proti ekipi Oregon State Beavers.
V letu 2008 je Ackley bil v vseh 68 tekmah član začetne postave. Na 60 je igral na prvi bazi, na osmih pa v levem zunanjem polju. Njegovo odbijalsko povprečje sezone je bilo astronomskih 0,417, postavil je rekord šole z 82 lastnimi teki, odbil 7 domačih tekov, ukradel 19 baz in domov poslal 51 tekov. Je edini igralec v zgodovini šole, ki mu je dvakrat uspel podvig odbijalskega povprečja nad 0,400, prav tako pa se mu je uspelo prebiti med najboljših deset v zgodovini šole v kategorijah udarcev v polje, prostih prehodov na bazo, skupnih baz in odbijalskih nastopov. Ponovno je bil udeleženec Univerzitetne Svetovne serije. 
Prejel je več imenovanj za najboljšega v svoji kategoriji v državi. Bil je polfinalist za nagrado najboljšega polpoklicnega igralca Golden Spikes Award ter na ožjih spiskih za nagradi Dick Howser Trophy in  Brooks Wallace Award. Ponovno je osvojil nagrado S.H. Basnight Award.
Leta 2009 je ponovno igral v Univerzitetni svetovni seriji in postavil rekord za največ udarcev v polje v zgodovini slednje. V končnem dvoboju za Golden Spikes Award leta ga je premagal Stephen Strasburg.

## Poklicna kariera

### Nižje podružnice
Izbran je bil z drugim izborom na naboru lige MLB leta 2009 s strani ekipe Seattle Mariners.  17. avgusta so pred polnočnim rokom mediji poročali, da je s klubom sklenil pogodbo, vredno 9,5 milijona ameriških dolarjev,, vendar je bilo kasneje potrjeno, da je Ackley sklenil 5-letno pogodbo, ki mu je skupno prinesla 7,5 milijona ameriških dolarjev z možnostjo dodatka do 2,5 milijona dolarjev, katerega delež je bil odvisen od hitrosti, s katero se je prebil v ligo MLB.

Sporazum med ekipo iz Seattle in njegovim agentom Scottom Borasom je bil dosežen le 15 minut pred rokom. 
31. avgusta je Ackley še uradno potrdil podpis pogodbe. Ob podpisu je Ackley dal vedeti, da še naprej želi nositi številko 13, ki jo je nosil že v Severni Karolini. Po novinarski konferenci se je Ackley srečal z novimi soigralci. Še posebej navdušen je nad njim bil Ken Griffey Jr., ki se je glasno čudil dejstvu, da se ekipi pridružuje igralec, ki je telesno lažji od Ičira Suzukija. Ackley se je med preostalimi dnevnimi dejavnostnimi prav tako udeleži l odbijalskih vaj.  
Ackley je svojo poklicno pot pričel pri ekipi Peoria Javelinas v ligi Arizona Fall League. Pri tem so se mu med drugimi pridružili nadobudni Phillippe Aumont, Josh Fields, Anthony Varvaro, Carlos Triunfel in Juan Díaz. Ackley je bil za svoje predstave 2. novembra imenovan za Vzhajajočo zvezdo lige. Nato je bil 20. novembra imenovan še za Najkoristnejšega igralca lige.

#### Glavna bejzbolska liga (MLB)
Ackley je na položaju druge baze pričel igrati šele leta 2010. V Severni Karolini je igral kot bližnji zaustavljalec, kasneje še v osrednjem zunanjem polju in na prvi bazi. Njegov univerzitetni trener, Mike Fox, je sicer Ackleya že poskušal privaditi na drugo bazo, a se je slednji kasneje ustalil v zunanjem polju. O njegovi dokončni selitvi na drugo bazo je dejal: »Menim, da mu telesne sposobnosti to omogočajo in da mu bo uspelo.«
Prvič je na drugi bazi igral 8. aprila 2010 na stopnji Double-A z ekipo West Tenn Diamond Jaxx na dan odprtja lige Southern League. Kot prvi odbijalec v postavi v 4 odbijalskih nastopih ni zabeležil udarca v polje.
Ekipa ga je 17. junija 2011 iz Tacome na stopnji Triple-A povišala v ligo MLB, kjer je istega dne tudi prvič nastopil. V svojem prvem odbijalskem nastopu je odbil udarec v polje za eno bazo. Že naslednji dan je odbil svoj prvi domači tek v ligi MLB, dan kasneje pa še svoj prvi udarec v polje za tri baze. Sezono je končal z odbijalskim povprečjem 0,273 in bil imenovan za Najkoristnejšega igralca ekipe s strani Seattleskega oddelka Zveze piscev o bejzbolu ZDA. 
28. marca 2012 je Ackley s svojo ekipo odprl sezono na Japonskem. V svojem drugem odbijalskem nastopu je odbil domači tek za sredino zunanjega polja, in s tem prvi domači tek sezone v ligi MLB.